# Fraccionamiento Villa Real
Fraccionamiento Villa Real är en ort i Mexiko.   Den ligger i kommunen Piedras Negras och delstaten Coahuila, i den norra delen av landet, 1 000 km norr om huvudstaden Mexico City. Fraccionamiento Villa Real ligger 265 meter över havet och antalet invånare är 767.
Terrängen runt Fraccionamiento Villa Real är platt. Runt Fraccionamiento Villa Real är det ganska tätbefolkat, med 75 invånare per kvadratkilometer. Närmaste större samhälle är Piedras Negras, 5,9 km öster om Fraccionamiento Villa Real. Trakten runt Fraccionamiento Villa Real består i huvudsak av gräsmarker.